# Enicospilus mespilus
Enicospilus mespilus là một loài tò vò trong họ Ichneumonidae.